# プラム (企業)
プラムは、日本のアダルトビデオメーカー。
2007年東京発 真性‘素人・初撮り・生中出し’を追求する素人専門直販メーカー。
キャッチコピーは「こんなの、はじめて。素人onlyプラム」。

## 概要
- 正式名称 株式会社plum
- 本社所在地 東京都文京区水道2-5-4石切橋ビル３階

## 主なシリーズ
- 素人わけあり熟女生中出し【四十路わけあり熟女と事務所で面接】[1]
- 素人四畳半生中出し【四畳半に人妻を招くドS家主】[2]
- 素人いじめられたい女子【ドM率120パーセント女】[3]
- すれてない【ウブな女子を過激に性育開発します】[4]
- 性欲・食欲・睡眠欲【三大欲求を追求するフェチシリーズ】[5]
- 新Ｂ級素人初撮り【あなた、ゴメンなさい】[6]
- 愛しのデリヘル嬢【一人でも多くの女を抱いて中田氏！】[7]
- 万引き スーパーの人妻たち【万引きが見つかってしまった3人の奥さんたち】[8]
- エロカリ【月刊人妻女子専科】[9]

- 素人セーラー服生中出し【残虐な男爵が素人奥さまたちを】
- 素人芸能人生中出し【明日から忙しくなる彼女に生中出し】
- 素人初撮り生中出し【先輩と2人セーラーJKを投稿っす!】
- 10代美少女【世界のティーンエイジャー美少女only】
- 素人敏感生中出し【サラリーマン4人の秘密基地で援交】
- 素人初撮り【お父さんごめんね】
- ババコス【アラフォーの熟女に10代の娘が似合うコスプレ】[10]

- 金髪ポルノ【金髪女子の饗宴】[11]
- セレブロンド【海外ポルノの過激作品】[12]
- 裏ブロンド生ハメ【現代の黒船来港! 本場生SEX爆裂】
- 超過激ファック【USA発過激作品! コアユーザー必見】
- 世界の激ワイセツ娘【ヤバすぎるWORLD地下作品流出】